# Plan Larkin
El Plan Larkin, publicado en tres tomos como Transportes argentinos: plan de largo alcance, fue el plan y estudio integral de racionalización y modernización de los medios de transporte terrestre y fluvial de Argentina más importante jamás realizado en el país -excepto el aéreo- elaborado por el general e ingeniero estadounidense Thomas B. Larkin con apoyo del Banco Mundial entre 1959 y 1962. El estudio comenzó a realizarse en 1959 durante la presidencia de Arturo Frondizi y tuvo una duración de tres años. El reporte incluía el análisis del estado de ferrocarriles, vías fluviales, puertos y caminos, indicando las inversiones necesarias para ponerlos en buen estado operativo y recomendando la clausura de 15.000 kilómetros de ramales marginales o improductivos, a implementarse por etapas y construyendo caminos alternativos. El informe resaltaba el pésimo estado de la infraestructura ferroviaria, tanto de locomotoras y vagones como de rieles. El plan fue presentado pocos días antes del derrocamiento de Arturo Frondizi el 29 de marzo de 1962. Tanto las huelgas ferroviarias en contra del plan, como el golpe militar terminaron con el plan propuesto siendo archivado. Las medidas aplicadas posteriormente sobre el sistema ferroviario poco tuvieron que ver con la propuesta original.
El Plan Larkin fue elaborado dentro de un proceso de transformación generalizado del sistema de transporte en Argentina, que también se produjo en Brasil y Estados Unidos, que buscaba reducir el déficit estatal, dentro del cual el gasto ferroviario era mayoritario, para promover el uso de automotores. La construcción de rutas y autopistas, así como la instalación de multinacionales automotrices, fue parte del mismo proceso.

## Antecedentes

### Compra de los ferrocarriles

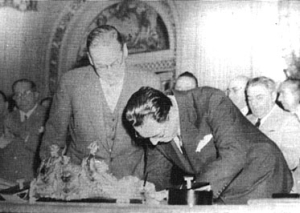
El presidente general Juan Domingo Perón firmando, el 1 de marzo de 1948, la escritura por la que las líneas férreas privadas pasaban a manos del Estado nacional.

Antes de 1947 el ferrocarril pertenecía en gran parte a capitales británicos y franceses. El 1 de julio de aquel año, el Estado argentino, a través del entonces presidente Juan Domingo Perón, nacionalizó todas las empresas ferroviarias. En 1948 se creó la empresa estatal Ferrocarriles Argentinos, que pasó a controlar la red ferroviaria del país. El gobierno argentino invirtió 2462 millones de pesos para la adquisición de la red ferroviaria, pese a que la Dirección Nacional de Transporte los había valuado en 730 millones, mientras que la oposición denunció que, por el estado de como se encontraban las líneas férreas, estaban valuadas en menos de 1000 millones de pesos.
El historiador José Luis Romero sostuvo que las preocupaciones políticas del gobierno derrocado llevaron a una incorrecta administración del servicio, lo que provocó una disminución en los niveles de eficiencia y una importante pérdida en el monto de las ganancias.
Tras la estatización, se dio un fuerte impulso a la industria ferroviaria, pero con el transcurso de los años, hacia el fin del gobierno peronista, y tras el golpe de Estado de 1955, se generó un importante déficit, que terminó provocando un grave deterioro tanto en la oferta de estos servicios y empresas, como en el mantenimiento de las mismas.

### El avance automotor versus el ferrocarril
Entre 1958 y 1960 se instalaron más de diez multinacionales automotrices, productoras de colectivos y camiones de carga pesada. Por primera vez en la historia argentina se produjo la sustitución de importaciones automotrices por producciones nacionales. Esto ocasionó que el transporte de pasajeros como el de mercancías se expandiera hacia los automotores, lo que terminó por ocasionar un desborde al transporte ferroviario, ya que contaba con una enorme estructura que no era aprovechada y que generaba déficit, de la misma forma que había ocurrido en Brasil durante el gobierno desarrollista de Juscelino Kubitschek (1956-1961), quien había atraído con éxito la industria automotriz, pero esto produjo que el ferrocarril quedara relegado del transporte de cargas y pasajeros.

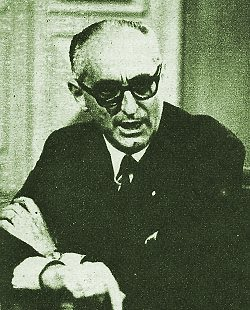
El Plan Larkin fue elaborado durante el gobierno de Arturo Frondizi, con la intención de acabar con el déficit que el ferrocarril imponía a las arcas del Estado.

## El Plan
Al comienzo de la gestión Frondizi, se desempeñó como secretario de Transporte el doctor Alberto López Abuín, especialista en transporte, defensor del ferrocarril. Propuso, en febrero de 1958, una política de modernización que incluía la incorporación de material rodante nuevo, buscando de esta forma mejorar el transporte de cargas a través del ferrocarril, haciéndole ganar terreno frente al avance del tráfico automotor que se experimentaba en el país.  Abuín renunció a su cargo en mayo de 1959.

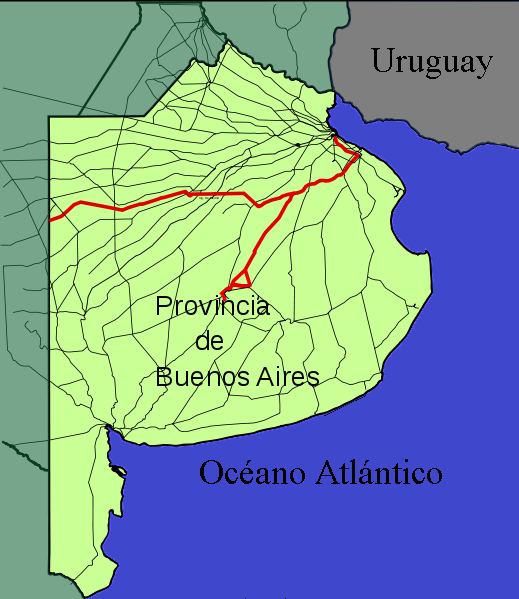
El ex Ferrocarril Provincial de Buenos Aires, los ramales a Olavarría y Mira Pampa fueron clausurados en 1961.

El ministro de economía Álvaro Alsogaray, alegando la necesidad de eliminar el déficit, aumentó las tarifas y, en menor medida, intentó modernizar el sistema ferroviario.Tanto él como Constantini tuvieron que renunciar a sus cargos en abril de 1961, con lo cual poco de esa política se pudo practicar.

Para 1959 se informó que el déficit llegó a $ 9.627.295.000, siendo ya poco tolerable para el estado. Se recurrió a un primer asesoramiento de expertos extranjeros y se tuvo la propuesta de que la red ferroviaria debería ser rebajada un 50% para lograr ser rentable.Dejando de lado propuestas como la revalorización de la tracción a vapor —propulsada por el ingeniero Livio Dante Porta— el ministro de Obras Públicas Alberto Constantini y el ministro de Hacienda Álvaro Alsogaray buscaron principalmente disminuir el déficit fiscal a través de un aumento de tarifas y, en menor medida, persiguieron la modernización del sistema ferroviario. Alsogaray viajó a los Estados Unidos para acordar la llegada del general Thomas Larkin a la Argentina, donde tenía que hacer un estudio de los transportes, por cuenta del Banco Mundial. Larkin había sido el responsable de la modernización de los ferrocarriles en Francia, Alemania Federal y Japón. Así se diseñó el denominado Plan Larkin, que entre otras cuestiones, contemplaba abandonar el 32% de las vías férreas existentes, el despido de 70.000 empleados ferroviarios (el clientelismo político del gobierno constitucional anterior había producido una notoria sobre capacidad de cargos en empresas estatales), y la reducción a chatarra de todas las locomotoras a vapor, al igual que 70.000 vagones y 3.000 coches, con la idea de que se comprase todo esto en el mercado exterior y se modernizase de una vez los Ferrocarriles Argentinos, ya sea renovando los rieles o renovando el material rodante, los cuales se encontraban en pésimas condiciones. Los cuadros gremiales se opusieron fervientemente al enterarse del plan que incluía el despido de empleados y la supresión de ramales. La crisis política del momento hizo que Alsogaray y Constantini tuvieran que renunciar a sus cargos en abril de 1961, con lo cual no llegó a ejecutarse la mayor parte del plan.
Sin embargo se llegó a instalar en la ciudad de Córdoba Fiat-Materfer la primera fábrica de material rodante en América Latina, que al cabo de dos años llegó a manufacturar 300 coches para pasajeros, 500 coches motor y 150 coches eléctricos. La empresa Fiat de Ferreyra construyó 200 motores diésel para locomotoras, mientras que Siam Di Tella se encargaba de armar la instalación eléctrica. Para los ramales eléctricos se importaron coches Toshiba.
Con Arturo Acevedo como ministro de Obras Públicas se comenzó a poner en práctica la recomendación de modernización de locomotoras. En junio de 1961 se incorporaron nuevos trenes diésel al servicio suburbano del Ferrocarril General Roca, con lo cual muchos maquinistas y foguistas de locomotoras perdieron sus empleos. Acevedo era partidario de eliminar todas las líneas que tuvieran déficit, como fue el caso de las del ferrocarril provincial bonaerense, que al ser de una trocha demasiado pequeña (1000 mm) no era capaz de llevar mucha carga o transportar un gran caudal de pasajeros. La clausura de los ramales ocasionó que los gremios convocaran a diferentes huelgas, entre ellas, una de 42 días que se inició el 1 de agosto de 1961, oponiéndose tanto a los despidos como al desguace de material rodante. Sin embargo, al término de la huelga, ningún ramal que había sido cerrado fue finalmente rehabilitado.

## El discurso presidencial

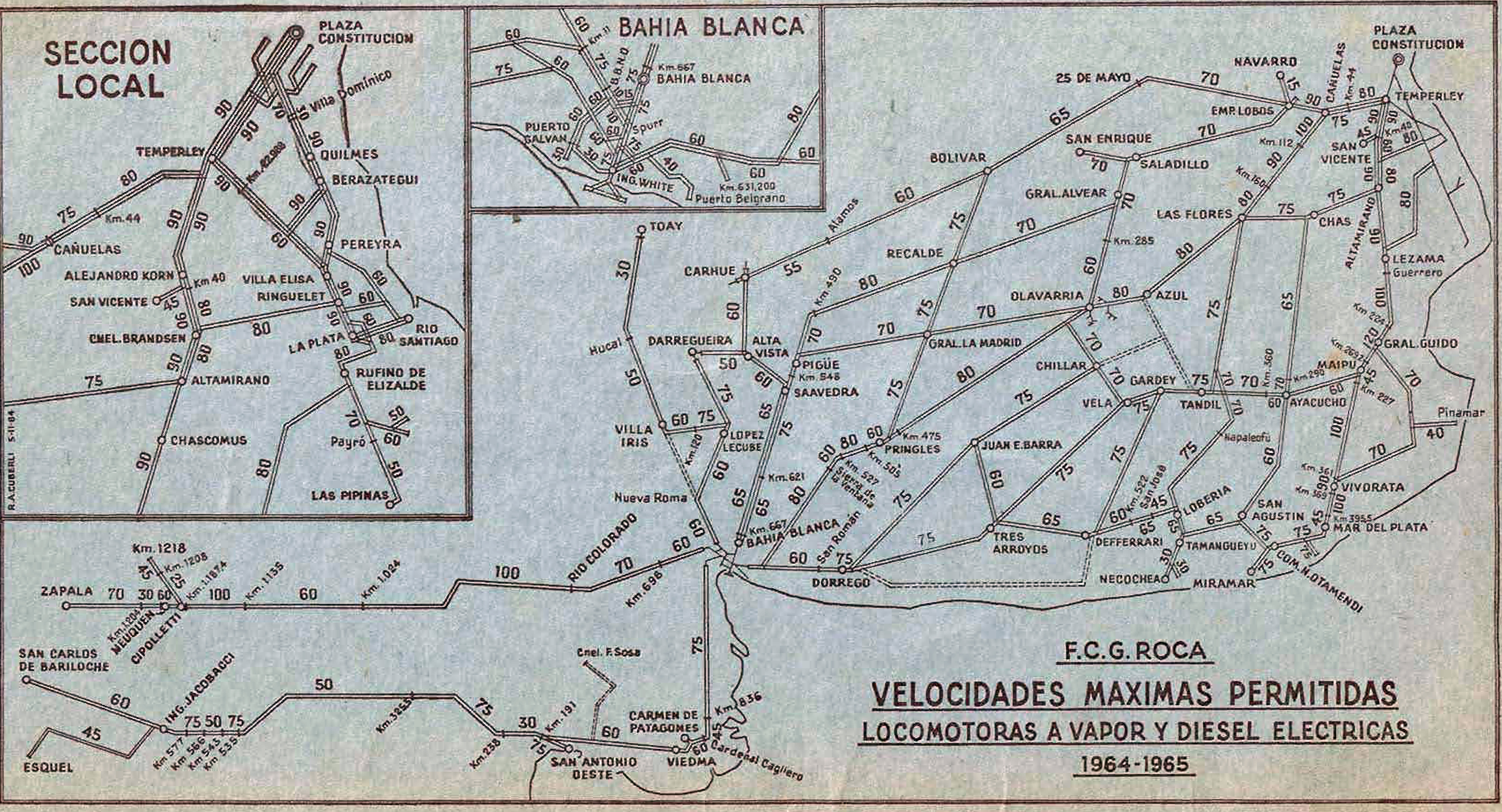
El ferrocarril General Roca en 1964 con ramales clausurados tras la aplicación parcial del plan Larkin. Los mismos se mostraron punteados.

El presidente Arturo Frondizi brindó un discurso el 5 de junio de 1961 que fue transmitido por radio y televisión, hablando de los pasos que se iban a seguir en términos de materia de transporte:

El texto fue resumido.

"Me dirijo esta noche al pueblo de la República para hablar de un problema dramático, cuya solución interesa a todos los argentinos y no puede postergarse ni un día más. Me refiero al problema del transporte en todo el país. No podemos ocultar la gravedad de la situación y hay que hablar con entera franqueza: tenemos un pésimo sistema ferroviario y sus finanzas están en bancarrota. El gobierno ha decidido adoptar medidas enérgicas para resolver de raíz este problema y apela a la comprensión y a la colaboración de todos los habitantes de la República.
Del mismo modo que las arterias sirven para la circulación sanguínea a lo largo del cuerpo, las vías de comunicación sirven para la circulación de personas y productos a lo largo del territorio de una nación y se proyecta aún más lejos en el caso del transporte internacional. [...] La verdadera crisis de nuestro transporte en general no consiste en que sea caro y produzca déficit sino en que ha quedado inmutable en un cuerpo nacional que en estos momentos crece y se transforma rápidamente.
Sin embargo, esta nueva y pujante geografía económica argentina que se expresa en el petróleo y el gas de la Patagonia y del norte, en los yacimientos minerales y las acerías, en las radicaciones de industrias de toda índole, sufre la parálisis y el aniquilamiento del transporte, es decir, del sistema arterial que debería comunicar esos centros entre sí, llevando la materia prima a las plantas transformadoras y los productos terminados a los centenares de centros consumidores de toda la República. [...] Así en 1960, los ferrocarriles disminuyeron en seiscientos treinta mil toneladas la carga transportada con relación al año anterior.
Que sepan que ni un solo obrero y empleado ferroviario verá sus derechos sociales y laborales afectados injustamente; y que los hombres con vocación ferroviaria hallarán las oportunidades que ahora les están negadas, debido a que no hay perspectivas para los agentes de un servicio que gravita sobre la economía nacional con pérdidas que constituyen más del 75 % del déficit fiscal.
Por consiguiente, sin perjuicio de la intensa labor que se está cumpliendo en virtud del decreto 853/61, el poder ejecutivo incorporará al servicio, con carácter de urgencia, las unidades y material que sean necesario para corregir el desastroso deterioro del sistema ferroviario [...].

Se ha comprobado que el hecho de que el sistema ferroviario no responda a nuestras necesidades actuales es la principal fuente generadora del déficit presupuestario que padecemos. Ello se debe al trazado anacrónico de la red, a la imposibilidad de reponer el material envejecido en la medida de las necesidades más inmediatas y a la falta de racionalización que multiplica varias veces el costo de tonelada/kilómetro/hora, y además, inmoviliza el material, degrada los servicios, e imposibilita la mejora de los salarios".
Discurso pronunciado por radiofonía y televisión por el presidente Arturo Frondizi el 5 de junio de 1961.

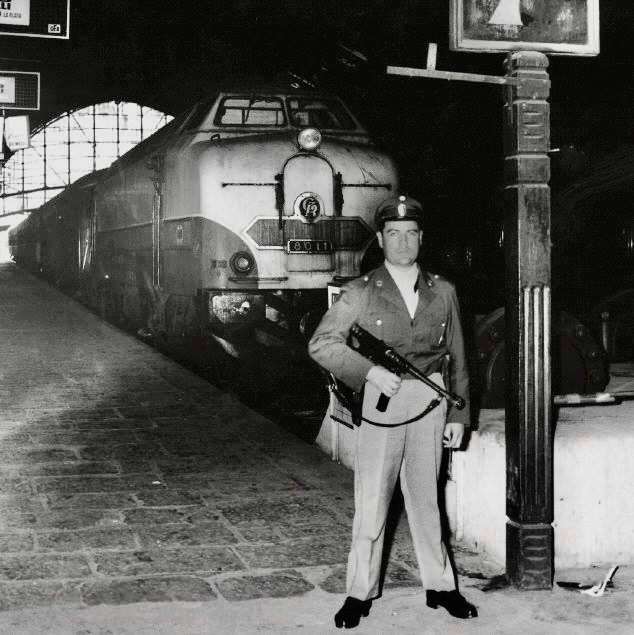
Una locomotora Alsthom con custodia en La Plata, durante una huelga ferroviaria en 1958.

## Secciones de la red ferroviarias desmanteladas

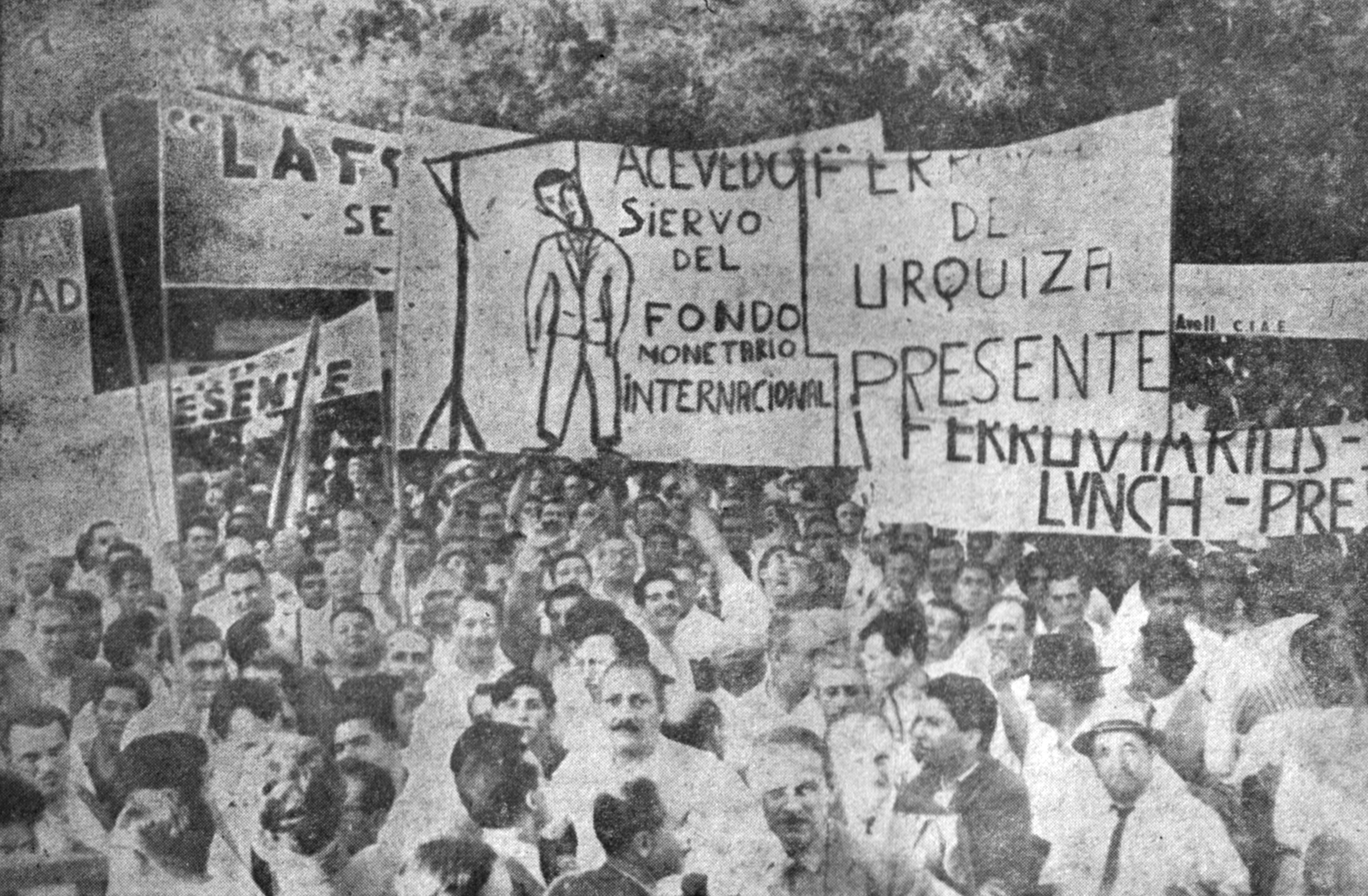
Manifestación del 6 de diciembre de 1961 en solidaridad con los obreros ferroviarios despedidos.

- Ferrocarril de Comodoro Rivadavia: sección Ramal a Estación Rada Tilly.
- Ferrocarril Central del Chubut
- Ramales a Olavarría y Mira Pampa del ex Ferrocarril Provincial de Buenos Aires.
- Intención fallida de clausura del ferrocarril Patagónico línea de Puerto Deseado a Las Heras.

## La huelga de 1961
Las manifestaciones y paros durante el gobierno de Arturo Frondizi fueron muy variados, ya sea por disputas universitarias o por los contratos petroleros del 1958, cabe destacar también que existieron varias movilizaciones peronistas convocadas por la CGT.
En agosto de 1961 dirigentes sindicales deciden presionar con paros nacionales de 48 horas a partir del 26 de octubre. La respuesta de las bases en la primera semana es contundente. El presidente responde con cesantías y cierre de talleres en el interior. Los sindicatos llamaron al paro por tiempo indeterminado.
Los gremios ferroviarios expresaron su malestar, en especial La Fraternidad y Unión Ferroviaria, iniciando un paro por 48 horas que terminó el 28 de octubre. Pero entonces se hizo público un decreto de clausura de una gran cantidad de ramales y como respuesta, el 30 de octubre, se inició una nueva huelga que duró 42 días y que obligó a que las Fuerzas Armadas a tomar el control de los ferrocarriles durante la medida de fuerza para hacer funcionar algunas formaciones.
Hubo manifestaciones y enfrentamientos en varias partes del país. Se le ofreció más dinero a aquellos que trabajasen en días de huelga e incluso se obligó a los trabajadores a presentarse al trabajo o quedar detenidos, en el marco del represivo Plan CONINTES, entonces vigente. Finalmente, con la mediación del cardenal Antonio Caggiano, el plan fue suspendido, cesando la medida de fuerza y volviéndose a reincorporar algunos trabajadores despedidos, aunque, contrario a las pretensiones gremiales, no se reabrió ningún taller ni tramo de vía.